# ジュベナール・ハビャリマナ
ジュベナール・ハビャリマナ（Juvénal Habyarimana, 1937年3月8日 - 1994年4月6日）は、ルワンダの軍人・政治家。フツ出身の第3代大統領。あだ名は「無敵」（キニヤルワンダ語で「キナニ」）。
1994年4月、ブルンジのフツ系の大統領、シプリアン・ンタリャミラと一緒にキガリ空港に向かっていた飛行機が何者かによって撃墜され死亡した。この事は支配的な少数派のツチと多数派のフツとの間の争いの発端となった。

## 生涯
キガリの士官学校を卒業後ベルギー人将校の副官となり、ルワンダ独立後の1963年国民防衛軍の司令官となった。1964年1月大尉に昇進、1965年国防警察相に任命される。1973年7月5日グレゴワール・カイバンダ大統領をクーデタで倒し政権掌握、フツ解放運動党を抑圧し、開発国民革命運動 (MRND) による独裁体制を築いた。1990年以降ルワンダ愛国戦線 (RPF) との内戦が開始されると、RPFが北部を占拠し、ハビャリマナはRPFがツチ系であるとして対立を深めた。1993年に和平協定が結ばれるが対立は継続した。1994年4月6日キガリへ向かったダッソー ファルコン 50がキガリ国際空港上空でミサイル攻撃により撃墜され、死亡した。

## 政策
フツ・ツチ間の融和を行い、コーヒー豆を主軸とする価格の高騰の恩恵を受け、ルワンダ経済を発展させた。しかし、80年代にはコーヒー豆の価格暴落に伴い経済は破綻し、ジニ係数も年を追うごとに高くなっていった。紛争、そして虐殺の要因の一つともなったこの経済崩壊は、虐殺時の頭脳流出といった出来事で更に加速した。

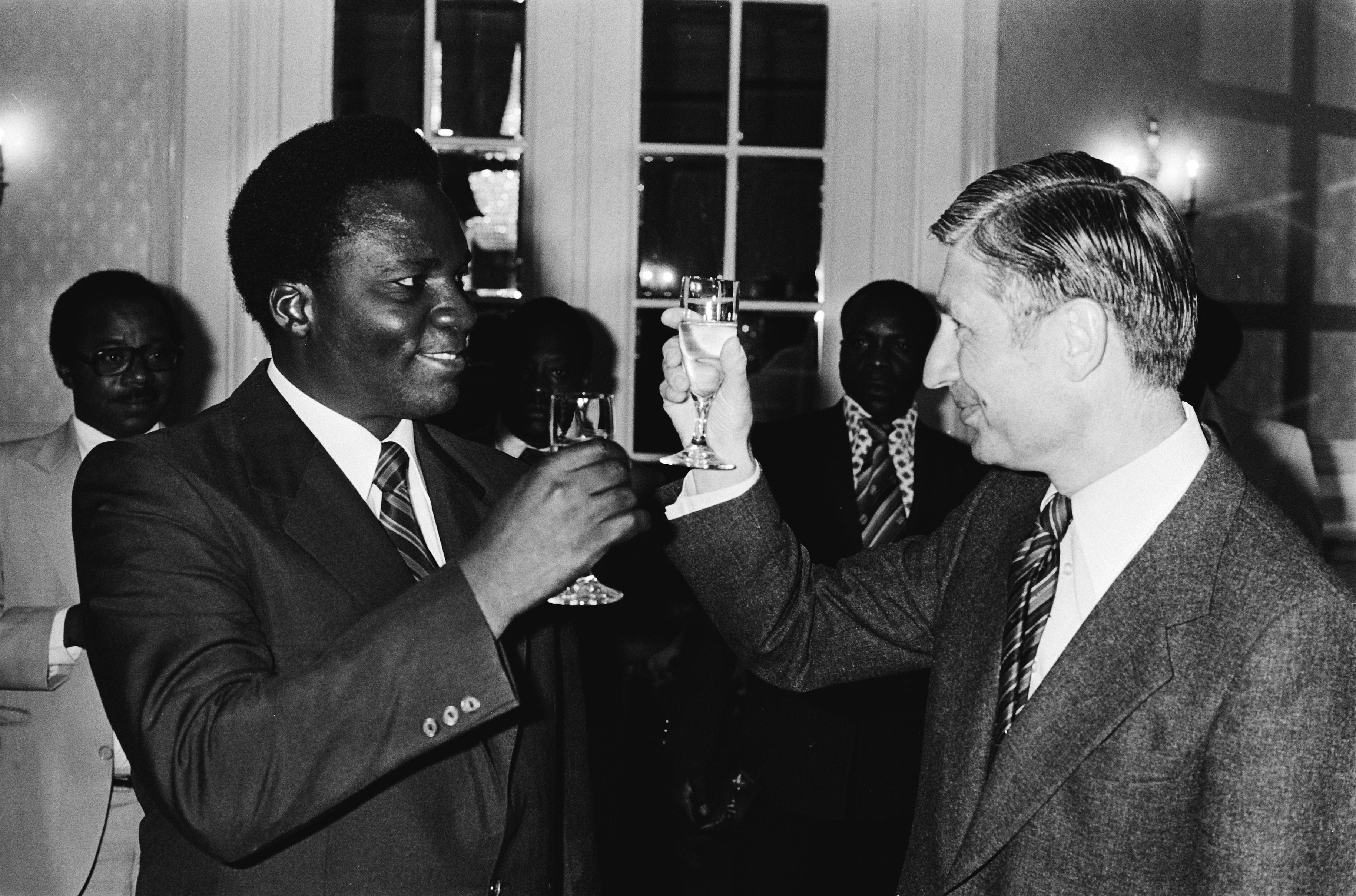
1980年のハビャリマナ（左側）。右にいるのはドリス・ファン・アグト。

## 脚註
1. 1 2  武内進一「ハビャリマナ体制について考察するための資料」『アフリカの「個人支配」再考』アジア経済研究所 2006年